# Comuna Ciceu, Harghita
Ciceu (în maghiară: Csikcsicsó) este o comună în județul Harghita, Transilvania, România, formată din satele Ciaracio și Ciceu (reședința).

## Demografie
Componența etnică a comunei Ciceu
     Maghiari (93,1%)
     Români (1,33%)
     Alte etnii (5,57%)
Componența confesională a comunei Ciceu
     Romano-catolici (89,34%)
     Alte religii (4,24%)
     Necunoscută (6,42%)
Conform recensământului efectuat în 2021, populația comunei Ciceu se ridică la 2.711 locuitori, în creștere față de recensământul anterior din 2011, când fuseseră înregistrați 2.679 de locuitori. Majoritatea locuitorilor sunt maghiari (93,1%), cu o minoritate de români (1,33%). Din punct de vedere confesional, majoritatea locuitorilor sunt romano-catolici (89,34%), iar pentru 6,42% nu se cunoaște apartenența confesională.

## Politică și administrație
Comuna Ciceu este administrată de un primar și un consiliu local compus din 11 consilieri. Primarul, Lukács Péter[*], de la Uniunea Democrată Maghiară din România, este în funcție din 2016. Începând cu alegerile locale din 2024, consiliul local are următoarea componență pe partide politice:
|  | Partid                                 | Consilieri | Componența Consiliului | Componența Consiliului | Componența Consiliului | Componența Consiliului | Componența Consiliului | Componența Consiliului | Componența Consiliului | Componența Consiliului | Componența Consiliului | Componența Consiliului |
|  | -------------------------------------- | ---------- | ---------------------- | ---------------------- | ---------------------- | ---------------------- | ---------------------- | ---------------------- | ---------------------- | ---------------------- | ---------------------- | ---------------------- |
|  | Uniunea Democrată Maghiară din România | 10         |                        |                        |                        |                        |                        |                        |                        |                        |                        |                        |
|  | Alianța Maghiară din Transilvania      | 1          |                        |                        |                        |                        |                        |                        |                        |                        |                        |                        |